# Lista de espécies de Diuris

## Gênero
- Diuris Sm., Trans. Linn. Soc. London 4: 222 (1798). Timor-Leste, sul e leste da Austrália, em Nova Gales do Sul,  Queensland,  Austrália Meridional,  Tasmânia,  Vitória e Austrália Ocidental. 71 Espécies.[1]

## Espécies
Espécies aceitas em fevereiro de 2012 com seus sinônimos:
1. Diuris abbreviata F.Muell. ex Benth., Fl. Austral. 6: 329 (1873). Do sudeste de Queensland até Nova Gales do Sul. Sinônimos heterotípicos: Diuris rhomboidalis Rupp, Contr. New South Wales Natl. Herb. 1: 125 (1941). Diuris althoferi Rupp, Proc. Linn. Soc. New South Wales 73: 133 (1948). Diuris cucullata Rupp, Proc. Linn. Soc. New South Wales 73: 134 (1948). Diuris citrina Nicholls, Victorian Naturalist 66: 211 (1950).
2. Diuris aequalis  F.Muell. ex Fitzg., Austral. Orch. 1(2): t. 6 (1876). Nova Gales do Sul.
3. Diuris alba  R.Br., Prodr. Fl. Nov. Holl.: 316 (1810). Diuris punctata var. alba (R.Br.) Ewart & B.Rees, Proc. Roy. Soc. Victoria, n.s., 26: 3 (1913). Leste da Austrália em  Nova Gales do Sul e  Queensland.
4. Diuris amplissima  D.L.Jones, Austral. Orchid Res. 2: 52 (1991).  Austrália Ocidental.
5. Diuris arenaria  D.L.Jones, Orchadian 12: 567 (1999). Nova Gales do Sul (Tomaree Pen.).
6. Diuris aurea  Sm., Exot. Bot. 1: 15 (1804). Do leste de Queensland até o leste de Nova Gales do Sul. Sinônimos heterotípicos: Diuris spathulata Sw., Neues J. Bot. 1: 60 (1805). Diuris aurea var. obtusa Benth., Fl. Austral. 6: 327 (1873).
7. Diuris basaltica  D.L.Jones, Austral. Orchid Res. 5: 75 (2006).  Vitória.
8. Diuris behrii  Schltdl., Linnaea 20: 572 (1847).  Austrália Meridional.
9. Diuris bracteata  Fitzg., Austral. Orch. 2(4): 26 (1891). Na planície de Sydney, no leste de  Nova Gales do Sul.
10. Diuris brevifolia  R.S.Rogers, Trans. & Proc. Roy. Soc. South Austrália  46: 148 (1922). Sinônimos homotípicos: Diuris sulphurea var. brevifolia (R.S.Rogers) J.Z.Weber & R.J.Bates in J.M.Black, Fl. S. Austral., ed. 3, 1: 417 (1978). Austrália Meridional.
11. Diuris brevissima  Fitzg. ex Nicholls, Victorian Naturalist 59: 54 (1942). Nova Gales do Sul até Vitória .
12. Diuris brumalis  D.L.Jones, Austral. Orchid Res. 2: 53 (1991).  Austrália Ocidental.
13. Diuris byronensis  D.L.Jones, Orchadian 14: 132 (2003). Nova Gales do Sul.
14. Diuris callitrophila  D.L.Jones, Orchadian 14: 133 (2003). Nova Gales do Sul.
15. Diuris carinata  Lindl., Gen. Sp. Orchid. Pl.: 510 (1840). Austrália Ocidental.
16. Diuris chrysantha  D.L.Jones & M.A.Clem., Proc. Roy. Soc. Queensland 98: 130 (1987). Leste de Nova Gales do Sul e Queensland.
17. Diuris chryseopsis  D.L.Jones, Austral. Orchid Res. 3: 74 (1998). Sudeste da Austrália, em Nova Gales do Sul,  Tasmânia e Vitória.
18. Diuris concinna  D.L.Jones, Austral. Orchid Res. 2: 53 (1991).  Austrália Ocidental.
19. Diuris conspicillata  D.L.Jones, Austral. Orchid Res. 2: 54 (1991). Austrália Ocidental.
20. Diuris corymbosa  Lindl., Sketch Veg. Swan R.: 51 (1840). Sinônimos homotípicos: Diuris longifolia var. corymbosa (Lindl.) Domin, J. Linn. Soc., Bot. 41: 249 (1912). Nova Gales do Sul,  Austrália Meridional,  Vitória e Austrália Ocidental.  Sinônimos heterotípicos: Diuris porrifolia Lindl., Sketch Veg. Swan R.: 51 (1840).
21. Diuris cuneata   Fitzg., Austral. Orch. 2(4): 26 (1891). Nova Gales do Sul e Vitória. Sinônimos heterotípicos: Diuris punctata var. longissima Benth., Fl. Austral. 5: 327 (1873).
22. Diuris curta  D.L.Jones, Austral. Orchid Res. 5: 76 (2006). De Queensland até Nova Gales do Sul.
23. Diuris curvifolia  Lindl., Gen. Sp. Orchid. Pl.: 507 (1840). Tasmânia.
24. Diuris disposita  D.L.Jones, Austral. Orchid Res. 2: 55 (1991). Nova Gales do Sul.
25. Diuris drummondii  Lindl., Sketch Veg. Swan R.: 51 (1840). Austrália Ocidental.
26. Diuris eborensis  D.L.Jones, Austral. Orchid Res. 5: 77 (2006). Nova Gales do Sul.
27. Diuris eburnea  D.L.Jones, Austral. Orchid Res. 5: 78 (2006). Austrália Ocidental .
28. Diuris emarginata  R.Br., Prodr. Fl. Nov. Holl.: 316 (1810). Sinônimos homotípicos:  Diuris setacea var. emarginata (R.Br.) Domin, J. Linn. Soc., Bot. 41: 248 (1912).  Austrália Ocidental. Variedades: var. emarginata. Austrália Ocidental.  var. pauciflora (R.Br.) A.S.George, Nuytsia 1: 178 (1971). Austrália Ocidental. Sinônimos homotípicos: Diuris pauciflora R.Br., Prodr. Fl. Nov. Holl.: 316 (1810).
29. Diuris exitela  D.L.Jones, Austral. Orchid Res. 2: 55 (1991). Queensland.
30. Diuris filifolia  Lindl., Sketch Veg. Swan R.: 51 (1840). Austrália Ocidental.
31. Diuris flavescens  D.L.Jones, Austral. Orchid Res. 2: 56 (1991). Nova Gales do Sul.
32. Diuris fragrantissima  D.L.Jones & M.A.Clem., Austral. Orchid Res. 1: 68 (1989). Vitória. Sinônimos heterotípicos: Diuris punctata var. alboviolacea Rupp ex Dockrill, Victorian Naturalist 81: 137 (1964).
33. Diuris fryana  Ridl. in H.O.Forbes, Nat. Wand. East. Archip.: 519 (1885). Timor-Leste.
34. Diuris fucosa  D.L.Jones, Austral. Orchid Res. 5: 78 (2006). Nova Gales do Sul.
35. Diuris gregaria  D.L.Jones, Austral. Orchid Res. 5: 79 (2006). Vitória.
36. Diuris heberlei  D.L.Jones, Austral. Orchid Res. 2: 56 (1991). Austrália Ocidental.
37. Diuris immaculata  D.L.Jones, Austral. Orchid Res. 5: 80 (2006). Austrália Ocidental.
38. Diuris laevis  Fitzg., Gard. Chron. 1882(1): 495 (1882). Austrália Ocidental.
39. Diuris lanceolata  Lindl., Gen. Sp. Orchid. Pl.: 508 (1840). Sinônimos homotípicos: Diuris pedunculata var. lanceolata (Lindl.) Domin, Biblioth. Bot. 20: 546 (1915). Sudeste da Austrália, em Nova Gales do Sul,  Austrália Meridional,  Tasmânia e Vitória.
40. Diuris laxiflora  Lindl., Sketch Veg. Swan R.: 51 (1840). Austrália Ocidental.
41. Diuris longifolia  R.Br., Prodr. Fl. Nov. Holl.: 316 (1810). Sinônimos homotípicos: Diuris longifolia var. typica Domin, J. Linn. Soc., Bot. 41: 249 (1912), nom. inval. Austrália Ocidental. Sinônimos heterotípicos: Diuris longifolia var. parviflora Nicholls, Victoria Naturalist 64: 115 (1947).
42. Diuris luteola  D.L.Jones & B.Gray, Austral. Orchid Res. 2: 57 (1991). Queensland.
43. Diuris maculata  Sm., Exot. Bot. 1: 57 (1805). Do sudeste de Queensland até a Tasmânia. Sinônimos heterotípicos: Diuris maculata var. concolor Benth., Fl. Austral. 6: 328 (1873).
44. Diuris magnifica  D.L.Jones, Austral. Orchid Res. 2: 58 (1991). Austrália Ocidental.
45. Diuris micrantha  D.L.Jones, Austral. Orchid Res. 2: 58 (1991). Austrália Ocidental.
46. Diuris monticola  D.L.Jones, Austral. Orchid Res. 3: 76 (1998). Sudeste da Austrália, em Nova Gales do Sul,  Tasmânia e Vitória.
47. Diuris nigromontana  D.L.Jones, Orchadian 15: 550 (2008). Nova Gales do Sul.
48. Diuris ochroma  D.L.Jones, Muelleria 8: 182 (1994). Vitória.
49. Diuris oporina  D.L.Jones, Austral. Orchid Res. 2: 59 (1991). Queensland.
50. Diuris orientis  D.L.Jones, Austral. Orchid Res. 3: 77 (1998). Sudeste da Austrália, em Nova Gales do Sul,  Austrália Meridional,  Tasmânia  e Vitória.
51. Diuris palustris  Lindl., Gen. Sp. Orchid. Pl.: 507 (1840). Sinônimos homotípicos: Diuris maculata var. palustris (Lindl.) Rchb.f., Beitr. Syst. Pflanzenk.: 56 (1871). Sudeste da Austrália, na Austrália Meridional,   Tasmânia e Vitória .
52. Diuris pardina  Lindl., Gen. Sp. Orchid. Pl.: 507 (1840). Sudeste da Austrália, em Nova Gales do Sul,  Austrália Meridional,  Tasmânia  e Vitória.
53. Diuris parvipetala  (Dockrill) D.L.Jones & M.A.Clem., Proc. Roy. Soc. Queensland 98: 132 (1987). No sudeste de Queensland.  Sinônimos heterotípicos: Diuris punctata var. parvipetala Dockrill, Victorian Naturalist 81: 137 (1964).
54. Diuris pedunculata  R.Br., Prodr. Fl. Nov. Holl.: 316 (1810). Nova Gales do Sul.  Sinônimos heterotípicos: Diuris pallens Benth., Fl. Austral. 6: 329 (1873). Diuris pedunculata var. gigantea Nicholls, Victoria Naturalist 49: 174 (1933).
55. Diuris picta  J.Drumm., Hooker's J. Bot. Kew Gard. Misc. 5: 347 (1853). Austrália Ocidental.
56. Diuris platichila  Fitzg., Austral. Orch. 2(4): 28 (1891). Sudeste de Queensland até Nova Gales do Sul. Sinônimos heterotípicos: Diuris flavopurpurea Messmer in H.M.R.Rupp, Orchid. N.S.W.: 141 (1943 publ. 1944). Diuris lineata Messmer in H.M.R.Rupp, Orchid. N.S.W.: 142 (1943 publ. 1944). Diuris cuneilabris Rupp, Proc. Linn. Soc. Nova Gales do Sul 73: 134 (1948). Diuris curtifolia Rupp, Victorian Naturalist 72: 111 (1955). Diuris goonooensis Rupp, Victorian Naturalist 72: 110 (1955). Diuris maculosissima Rupp, Victorian Naturalist 72: 110 (1955).
57. Diuris praecox  D.L.Jones, Austral. Orchid Res. 2: 60 (1991). Nova Gales do Sul.
58. Diuris protena  D.L.Jones, Austral. Orchid Res. 5: 81 (2006). Vitória.
59. Diuris pulchella  D.L.Jones, Austral. Orchid Res. 2: 61 (1991). Austrália Ocidental.
60. Diuris punctata  Sm., Exot. Bot. 1: 13 (1804). Nova Gales do Sul,  Queensland,  Austrália Meridional e Vitória.  Variedades: var. punctata. Nova Gales do Sul,  Queensland,  Austrália Meridional e Vitória.  Sinônimos heterotípicos: Diuris elongata Sw., Neues J. Bot. 1(1): 59 (1805). Diuris lilacina F.Muell. ex Lindl., Linnaea 26: 239 (1854). Diuris dendrobioides Fitzg., Austral. Orch. 1(7): t. 3 (1882). Diuris punctata var. daltonii C.Walter, Victorian Naturalist 23: 240 (1907). Diuris daltonii (C.Walter) D.L.Jones & M.A.Clem., Orchadian 14(8: Sci. Suppl.): xiv (2004). var. sulphurea Rupp, Proc. Linn. Soc. New South Wales 69: 73 (1944). Sinônimos homotípicos: Diuris punctata f. sulfurea (Rupp) Dockrill, Victoria Naturalist 81: 135 (1964). Diuris punctata f. sulphurea (Rupp) Dockrill, Victorian Naturalist 81: 135 (1964). Nordeste de Nova Gales do Sul.
61. Diuris purdiei  Diels, J. Proc. Mueller Bot. Soc. Western Austrália  1(2): 79 (1899). Austrália Ocidental.
62. Diuris recurva  D.L.Jones, Austral. Orchid Res. 2: 61 (1991). Austrália Ocidental.
63. Diuris secundiflora  Fitzg., Austral. Orch. 1(4): t. 9 (1877). Nordeste de Nova Gales do Sul.
64. Diuris semilunulata  Messmer in H.M.R.Rupp, Orchid. N.S.W.: 139 (1943 publ. 1944). Sudeste de Nova Gales do Sul.
65. Diuris setacea  R.Br., Prodr. Fl. Nov. Holl.: 316 (1810). Sinônimos homotípicos: Diuris setacea var. typica Domin, J. Linn. Soc., Bot. 41: 248 (1912), nom. inval. Austrália Ocidental.
66. Diuris striata  Rupp, Orchid. N.S.W.: 15 (1943 publ. 1944). Sinônimos homotípicos: Diuris punctata f. striata (Rupp) Clemesha, Orchadian 3: 20 (1969). Nova Gales do Sul. Sinônimos heterotípicos: Diuris punctata var. minor Benth., Fl. Austral. 5: 327 (1873). Diuris minor (Benth.) D.L.Jones & M.A.Clem., Orchadian 14(8: Sci. Suppl.): xiv (2004). Diuris spathulata Fitzg., Austral. Orch. 2(4): 26 (1891), nom. illeg. Diuris punctata f. blakneyae F.M.Bailey, Compr. Cat. Queensland Pl.: 847 (1913).
67. Diuris subalpina  D.L.Jones, Orchadian 15: 551 (2008). Nova Gales do Sul.
68. Diuris sulphurea  R.Br., Prodr. Fl. Nov. Holl.: 316 (1810). Nova Gales do Sul,  Queensland,  Austrália Meridional,  Tasmânia e Vitória.  Sinônimos heterotípicos: Diuris oculata F.Muell. ex Lindl., Linnaea 26: 241 (1854). Diuris sulphurea f. immaculata Gand., Bull. Soc. Bot. France 47: 307 (1900). Diuris sulphurea f. tasmanica Gand., Bull. Soc. Bot. France 47: 307 (1900). Diuris latifolia Rupp, Contr. New South Wales Natl. Herb. 1: 318 (1951).
69. Diuris tricolor  Fitzg., J. Bot. 23: 157 (1885). Sudeste de Queensland até Nova Gales do Sul. Sinônimos heterotípicos: Diuris sheaffiana Fitzg., Austral. Orch. 2(4): 28 (1891). Diuris colemaniae Rupp, Victorian Naturalist 57: 63 (1940).
70. Diuris unica  D.L.Jones, Austral. Orchid Res. 5: 82 (2006). De Queensland até Nova Gales do Sul.
71. Diuris venosa  Rupp, Proc. Linn. Soc. New South Wales 51: 313 (1926). Nordeste de Nova Gales do Sul.

## Notoespécies
híbridos naturais:
1. Diuris × fastidiosa  R.S.Rogers, Trans. & Proc. Roy. Soc. South Austrália  51: 6 (1927). Cruzamento entre: Diuris lanceolata × Diuris palustris.  Austrália Meridional e Vitória.
2. Diuris × nebulosa  D.L.Jones, Austral. Orchid Res. 2: 59 (1991). Cruzamento entre: Diuris aurea × Diuris punctata.  Nova Gales do Sul.
3. Diuris × palachila  R.S.Rogers, Trans. & Proc. Rep. Roy. Soc. South Austrália  31: 209 (1907). Cruzamento entre Diuris behrii × Diuris pardina.  Austrália Meridional e Vitória.
4. Diuris × polymorpha  Messmer in H.M.R.Rupp, Orchid. N.S.W.: 140 (1943 publ. 1944). Cruzamento entre Diuris lanceolata × Diuris platichila. Nova Gales do Sul. Sinônimos heterotípicos: Diuris × victoriensis Messmer in H.M.R.Rupp, Orchid. N.S.W.: 140 (1943 publ. 1944).

## Sinônimos
Espécies correntemente consideradas sinônimos:
- Diuris althoferi Rupp = Diuris abbreviata
- Diuris aurea var. obtusa Benth. = Diuris aurea
- Diuris citrina Nicholls = Diuris abbreviata
- Diuris colemaniae Rupp = Diuris tricolor
- Diuris cucullata Rupp = Diuris abbreviata
- Diuris cuneilabris Rupp = Diuris platichila
- Diuris curtifolia Rupp = Diuris platichila
- Diuris daltonii (C.Walter) D.L.Jones & M.A.Clem. = Diuris punctata Sm. var. punctata
- Diuris dendrobioides Fitzg. = Diuris punctata Sm. var. punctata
- Diuris elongata Sw. = Diuris punctata Sm. var. punctata
- Diuris flavopurpurea Messmer = Diuris platichila
- Diuris goonooensis Rupp = Diuris platichila
- Diuris latifolia Rupp = Diuris sulphurea
- Diuris lilacina F.Muell. ex Lindl. = Diuris punctata Sm. var. punctata
- Diuris lineata Messmer = Diuris platichila
- Diuris longifolia var. corymbosa (Lindl.) Domin = Diuris corymbosa
- Diuris longifolia var. parviflora Nicholls = Diuris longifolia
- Diuris longifolia var. typica Domin = Diuris longifolia
- Diuris maculata var. concolor Benth. = Diuris maculata
- Diuris maculata var. palustris (Lindl.) Rchb.f. = Diuris palustris
- Diuris maculosissima Rupp = Diuris platichila
- Diuris minor (Benth.) D.L.Jones & M.A.Clem. = Diuris striata
- Diuris novae-zeelandiae A.Rich. = Orthoceras novae-zeelandiae
- Diuris oculata F.Muell. ex Lindl. = Diuris sulphurea
- Diuris pallens Benth. = Diuris pedunculata
- Diuris pauciflora R.Br. = Diuris emarginata var. pauciflora
- Diuris pedunculata var. gigantea Nicholls = Diuris pedunculata
- Diuris pedunculata var. lanceolata (Lindl.) Domin = Diuris lanceolata
- Diuris porrifolia Lindl. = Diuris corymbosa
- Diuris punctata var. alba (R.Br.) Ewart & B.Rees = Diuris alba
- Diuris punctata var. alboviolacea Rupp ex Dockrill = Diuris fragrantissima
- Diuris punctata f. blakneyae F.M.Bailey = Diuris striata
- Diuris punctata var. daltonii C.Walter = Diuris punctata Sm. var. punctata
- Diuris punctata var. longissima Benth. = Diuris cuneata
- Diuris punctata var. minor Benth. = Diuris striata
- Diuris punctata var. parvipetala Dockrill = Diuris parvipetala
- Diuris punctata f. striata (Rupp) Clemesha = Diuris striata
- Diuris punctata f. sulfurea (Rupp) Dockrill = Diuris punctata var. sulphurea
- Diuris rhomboidalis Rupp = Diuris abbreviata
- Diuris setacea var. emarginata (R.Br.) Domin = Diuris emarginata
- Diuris setacea var. typica Domin = Diuris setacea
- Diuris sheaffiana Fitzg. = Diuris tricolor
- Diuris spathulata Sw. = Diuris aurea
- Diuris spathulata Fitzg. = Diuris striata
- Diuris sulphurea var. brevifolia (R.S.Rogers) J.Z.Weber & R.J.Bates = Diuris brevifolia
- Diuris sulphurea f. immaculata Gand. = Diuris sulphurea
- Diuris sulphurea f. tasmanica Gand. = Diuris sulphurea
- Diuris × victoriensis Messmer = Diuris × polymorpha